# Hedotettix punctatus
Hedotettix punctatus är en insektsart som beskrevs av Hancock, J.L. 1909. Hedotettix punctatus ingår i släktet Hedotettix och familjen torngräshoppor. Inga underarter finns listade i Catalogue of Life.